# Bohumil Trubač
Bohumil Trubač (15. srpna 1924 – 20. srpna 1994) byl český fotbalista, útočník.

## Fotbalová kariéra
V československé lize hrál za SK Olomouc ASO, SK Polaban Nymburk, ATK Praha a Dynamo Praha. Nastoupil ve 122 ligových utkáních a dal 23 gólů.

## Ligová bilance
| Ročník                                     | Zápasy | Góly | Klub                |
| ------------------------------------------ | ------ | ---- | ------------------- |
| Národní liga 1943/44                       | -      | 0    | SK Olomouc ASO      |
| Státní liga 1945/46                        | -      | 8    | SK Polaban Nymburk  |
| Státní liga 1948                           | 2      | 0    | ATK Praha           |
| Celostátní československé mistrovství 1949 | -      | 4    | Dynamo Slavia Praha |
| Celostátní československé mistrovství 1950 | -      | 0    | Dynamo Slavia Praha |
| Mistrovství československé republiky 1951  | -      | 3    | Dynamo Slavia Praha |
| Přebor československé republiky 1953       | -      | 2    | Dynamo Praha        |
| Přebor československé republiky 1954       | -      | 1    | Dynamo Praha        |
| Přebor československé republiky 1955       | -      | 1    | Dynamo Praha        |
| 1. československá fotbalová liga 1956      | -      | 0    | Dynamo Praha        |
| CELKEM                                     | 122    | 23   |                     |